# 吉川元経
吉川 元経（きっかわ もとつね）は、戦国時代の武将。安芸国国人・吉川氏13代当主。

## 生涯
長禄3年（1459年）、安芸国の国人・吉川国経の長男として生まれる。
永正8年（1511年）の船岡山合戦には父と共に参陣。永正14年（1517年）、安芸武田氏当主・武田元繁が吉川領の有田城を攻撃すると、曽祖父・吉川之経の弟にあたる宮庄経友を派遣し、毛利元就との共同作戦によって武田元繁や熊谷元直らを討ち取った（有田中井手の戦い）。
その後方針を転換し、山陰の雄・尼子経久の傘下に入る。元経の妻は毛利弘元の娘であり、妹は毛利元就の妻であった。そのため吉川氏が尼子氏傘下になると、毛利氏に対しても尼子氏に従属するように勧誘した。
家督を継いで間もない大永2年（1522年）3月6日、父・国経に先立って死去。子の興経が跡を継いだ。

## 系譜
- 父：吉川国経（1443-1531）
- 正室：松姫（毛利弘元の娘）（?-1523） - 大永3年7月2日（1523年8月12日）に死去。法号は昌屋妙繁。
  - 次男：吉川興経（1518?-1550）
  - 長女：武田光和室（?-1559） - 永禄2年（1559年）に死去。法号は昌岩妙秀。
  - 次女：山県光頼室（?-1577） - 天正5年6月22日（1577年7月7日）に死去。法号は花桂祐葩。
  - 三女：小笠原長雄室（?-?）
- 生母不明
  - 長男：大朝家経 - 長男だが庶子のため家督を継げず、駿河丸城の城主となり大朝播磨守家経と称したという[5]

## 関連作品
- 『毛利元就』（1997年、NHK大河ドラマ、演：ダンカン）